# Parroquia Santa Ana (Santa Ana)
Santa Ana es una parroquia y capital del municipio homónimo, ubicada en el Estado Anzoátegui, Venezuela. Actualmente la parroquia cuenta con 12 596 habitantes y una superficie de 801 km².

## Fundación
La parroquia Santa Ana fue fundada en 1736 por una expedición realizada por el conquistador Fray Jurado.

## Fiestas patronales
En este municipio se realizan unas fiestas patronales en honor a su patrona Santa Ana con procesiones, coplas, cantos y cohetes, lo que atrae a muchos turistas y periodistas.
Estas fiestas se efectúan del 18 de julio al 26 de julio de cada año.

## Geografía

### Ubicación
Está ubicada en el Estado Anzoátegui en la parte norte de la mesa de Guanipa, a orillas del río Orocopiche.

#### Límites
- Norte: municipio Aragua
- Este: municipio Anaco y el municipio Freites
- Sur: municipio Aragua
- Oeste: municipio Aragua

### Clima
La parroquia presenta un clima cálido entre los 20 °C y 30 °C.

### Demografía
En 1781 Santa Ana estuvo habitada principalmente indígenas de la  etnia Caribe, que para entonces eran unas 61 familias. En 1993 la población alcanzó 7703 habitantes, y actualmente sobrepasa los 10 000 habitantes.
- Datos: Q3472559